# التاريخ البحري الموريتاني

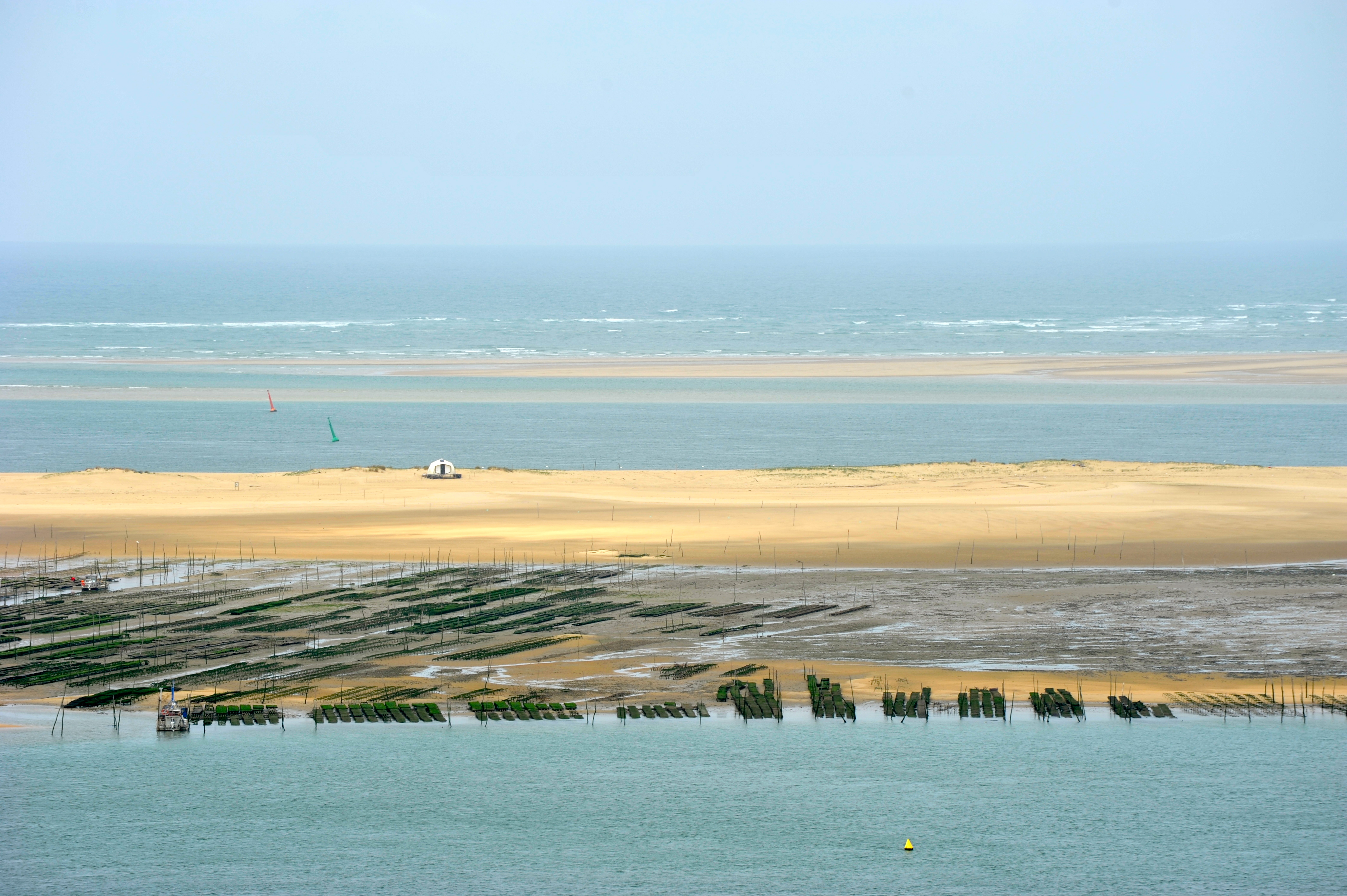
حوض آركين

دأب الباحثون في الدراسات التاريخية الموريتانية، على وصف بلاد موريتانيا بصحراء الملثمين، وعلى اقتران كل حقبها التاريخية بالكثبان الرملية، ومحاولة الإنسان التأقلم معها، عبر حفر الآبار وانتجاع المراعي والكلأ، حتى أصبح تاريخنا عبارة عن «تأريخ البداوة» في هذه الربوع، ولم يلتف –بعد- أحد الدارسين إلى أهمية البحر كعامل حيوي وأساسي، في خلق التدافع الإنساني المولد لحركية التاريخ.
وربما وجد الباحثون مبررهم في العزوف عن البحر في قلة المصادر والوثائق واللقى الأثرية التي تعينهم على التعرف على الملامح العامة للعلاقة الجدلية بين البحر والصحراء خلال التاريخ الطويل لهذه المنطقة، وهذا الاستناد صحيح في المطلق، لكن ما لا يدرك كله لا يترك جله، فباستنطاق ما هو متوفر من مصادر تاريخية قديمة، وأدب جغرافي عتيق، يمكن بشيء من الروية التعرف على الخطوط العريضة للتاريخ البحري لموريتانيا.
وبالنظر إلى اتساع وتمدد الواجهة الأطلسية الموريتانية من روصو جنوبا إلى انواذيبو في الشمال الغربي، تتضح مدى أهمية هذه السواحل في التواصل وعقد الصلات بين سكان الصحراء وأمم الشمال والجنوب، ويمكننا اختزال تمظهر هذه العلاقات في ثلاث مراحل رئيسية:

## المرحلة الأولى
وجود طريق ساحلي يحاذي المحيط الأطلسي، نقطة انطلاقه الجنوبية هي جزيرة «آوى» القديمة (يعتقد الأستاذ التونسي ناجي جلول أنها جزء من أرخبيل آركين الحالي)، وينتهي شمالا بمدينة نول المغربية، التي تعتبرها المصادر الجغرافية آخر العمران من الشمال وأول الصحراء. وعبر هذا الطريق كانت تتم مشاطأة بدائية بوسائل بسيطة لا تتعدى تجميع ورص بعض العيدان، أو استخدام القرب وجلود الحيوان، أو حتى أصداف السلاحف العظيمة.
نفس الطريق ربما يتواصل جنوبا ليربط هذه المنطقة بممالك السودان الغربي مثل: ونقارة وكانم ولملم وجناوة وغيرها، وقد عرفت مملكة كانم بالذات ازدهارا كبيرا في صناعة السفن والمراكب والقتال بها، كما
شجعت تجارة الذهب والرقيق والصمغ على الانزياح نحو الشواطئ الأطلسية.  

## المرحلة الثانية

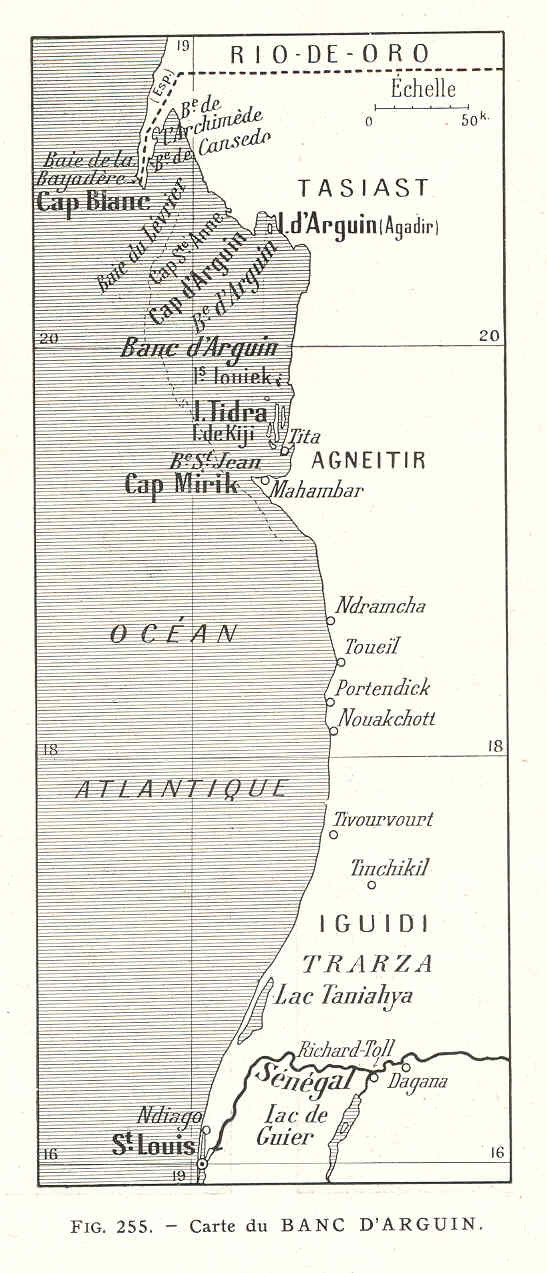
الساحل البحري

قدوم بعض المغامرين البحريين، أو حتى بعض الرحلات البحرية المعروفة الاتجاه والهدف، إلى هذه الشواطئ الموريتانية، ومحاولة التواصل مع أهلها، ونورد مثالا على ذلك رحلة حنون القرطاجي في القرن الخامس قبل الميلاد، ومحاولات الملك الموريتاني يوبا الثاني (24 ق.م – 24 ب.م) التعرف على منابع نهر السينغال، وفي العصر الوسيط احتمال وصول الفاتح العربي المسمى المشتري بن الأسود إلى «بلاد أنبية» أين مشارف نهر السينغال، إضافة إلى أحد أهم مصادر البكري حول هذه المنطقة ويدعى «مؤمن بن يومر الهواري»، وان لم يكن بالإمكان بعد الجزم بكونه بحارا مغامرا، إلا أن وصفه الدقيق للسواحل الأطلسية من الجنوب نحو الشمال، وطرافة معلوماته، تجعلنا نعتقد بمعاينته للمنطقة، لا نقلا ولا سماعا، وبعد ذلك وصل بحار شهير – ومجهول في الوقت نفسه- يعرف بابن فاطمة، بسفينته إلى مضارب قبيلة اكدالة خلال القرن السادس أو السابع الهجريين، وقد تعامل هذا القائد البحري مع المثلمين، واشتروا منه مركبه، وهو ما يعني أنهم كانوا على صلة بالبحر رغم عوز الحال وقلة الإمكانيات.

## المرحلة الثالثة
وصول القوى البحرية الأوربية إلى هذه الربوع ابتداء من منتصف القرن الخامس عشر، عندما أسس البرتغاليون مركزهم التجاري في آدرار سنة 1445م، ومن بعدهم الهولنديون الذي أنشئوا - خلال القرن 17- ميناء بورتانديك في حوض آركين، وتعزز الحضور الأوربي على السواحل الأطلسية الموريتانية منتصف القرن السابع عشر عبر تأسيس الفرنسيين مركزا تجاريا لهم في سانت لويس.
وبالتالي يمكننا تقسيم التاريخ البحري الموريتاني وفق ما توفر لدينا من معلومات إلى ثلاث حقب رئيسية:
1. حقبة التاريخ القديم: وعرفت محاولات خجولة لاستكشاف المنطقة والتواصل مع أهلها مثلها حانون القرطاجي والملك يوبا الثاني.
2. حقبة التاريخ الوسيط: وفيها محاولات الفاتحين الأوائل الوصول إلى "الصحراء"، إضافة إلى بعض المغامرين الشغوفين بمعرفة ما وراء السوس الأقصى.
3. حقبة العصر الحديث: وقد طغى عليها الوجود الأوربي منذ أواخر العصر الوسيط، وما عرفه من صراع بين القوى البحرية الصاعدة والناشئة على الاستئثار بالعلاقات مع سكان هذه المنطقة، وهو ما انعكس داخليا في شكل صراع بين الفاعلين، وصل إلى حد الاقتتال لحسم الأمر.